# Iproca pedongensis
Iproca pedongensis là một loài bọ cánh cứng trong họ Cerambycidae.